# V・K・ムールティ
V・K・ムールティ（V. K. Murthy、1923年11月26日 - 2014年4月7日）は、インドの撮影監督。グル・ダット・チームのメンバーとして活動し、インド初のシネマスコープ映画『紙の花』を手掛けたことで知られている。2010年には撮影監督として初めてダーダーサーヘブ・パールケー賞を受賞した。

## 生涯

### 生い立ち
1923年11月26日にマイスールのバラモン家庭に生まれ、ラクシュミプラムの学校に進学して音楽を専攻し、ヴァイオリンを学んだ。1946年にバンガロールのシュリー・ジャヤーチャマラージェーンドラ・ポリテクニック（現公立映画テレビ研究所）で撮影コースを修了し、この間にはインド独立運動に参加して1943年に逮捕・投獄されている。その後は映像分野で働くことを志望し、ボンベイに移住した。

### キャリア
ムールティは『Maharana Prathap』に参加して映画業界での活動を始め、1951年には『賭け』で撮影監督V・ラトラの助手を務めた。監督のグル・ダットはムールティのスムーズで流動性のあるカメラワークに感銘を受け、次回作『網』では彼を撮影監督に起用している。その後、ムールティはグル・ダット・チームの一員となり、1964年にグル・ダットが死去するまで彼の作品で撮影監督を務めた。1959年には「グル・ダットの最高作品」と評される『紙の花』に参加し、ムールティはフィルムフェア賞 撮影賞を受賞した。彼は1962年に参加した『旦那様と奥様と召使い』でもフィルムフェア賞撮影賞を受賞しており、このほかに『渇き』『表か裏か』でも高い評価を得ている。また、『ナバロンの要塞』に撮影スタッフとして参加し、カラー映画の撮影技術を学んでいる。グル・ダットの死後は、カマール・アムローヒーの『パーキーザ 心美しき人』『Razia Sultan』に参加したほか、プラモード・チャクラヴァルティー、シャーム・ベネガル、ゴーヴィンド・ニハラニ、ラージェーンドラ・シン・バーブの作品にも参加している。

### 死去
2001年に撮影監督を引退してバンガロールで余生を過ごし、2014年4月7日に同地で死去した。

## フィルモグラフィー
- 賭け（1951年）
- 網（1952年）
- 鷹（1953年）
- 表か裏か（1954年）
- 55年夫妻（1955年）
- C.I.D.（1956年）
- 渇き（英語版）（1957年）
- 12 O'Clock（1958年）
- 紙の花（英語版）（1959年）
- 十四夜の月（英語版）（1960年）
- 旦那様と奥様と召使い（英語版）（1962年）
- Ziddi（1964年）
- ラブ・イン・トーキョー（1966年）
- Suraj（1966年）
- Naya Zamana（1971年）
- Jugnu（1973年）
- Nastik（1983年）
- Kalyug Aur Ramayan（1987年）
- Khule Aam（1992年）
- Deedar（1992年）
- Hoovu Hannu（1993年）

## 受賞歴

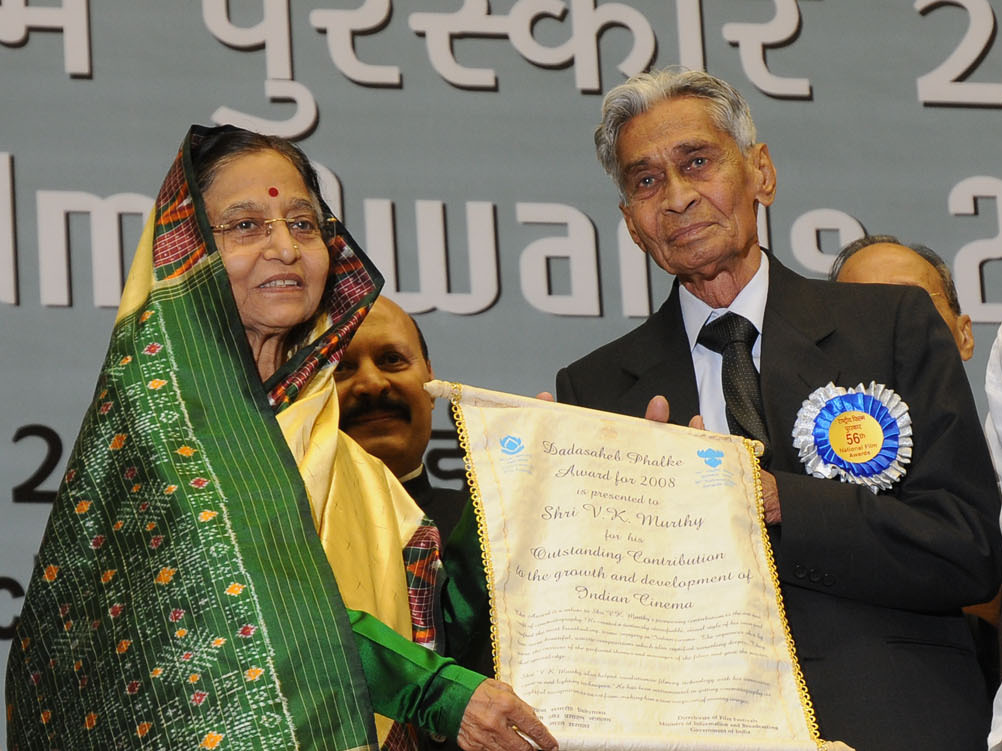
インド大統領プラティバ・パティルからダーダーサーヘブ・パールケー賞を授与されるV・K・ムールティ（2010年）

| 年                         | 部門                           | 作品                     | 結果   | 出典   |
| 栄誉賞                     | 栄誉賞                         | 栄誉賞                   | 栄誉賞 | 栄誉賞 |
| -------------------------- | ------------------------------ | ------------------------ | ------ | ------ |
| 2004年                     | ラージョートサヴァ賞           | N/A                      | 受賞   | [ 8 ]  |
| 国家映画賞                 |                                |                          |        |        |
| 2010年                     | ダーダーサーヘブ・パールケー賞 | N/A                      | 受賞   | [ 9 ]  |
| フィルムフェア賞           |                                |                          |        |        |
| 1960年                     | 撮影賞                         | 『紙の花』               | 受賞   | [ 10 ] |
| 1963年                     | 撮影賞                         | 『旦那様と奥様と召使い』 | 受賞   | [ 10 ] |
| 国際インド映画アカデミー賞 |                                |                          |        |        |
| 2005年                     | 生涯功労賞                     | N/A                      | 受賞   | [ 2 ]  |